# 萨米·惠特科姆
萨曼莎·艾莉森·惠特科姆（英語：Samantha Allison Whitcomb，1988年7月20日—），澳大利亚女子篮球运动员，2018年女子世界盃籃球賽银牌得主、2022年女子世界盃籃球賽铜牌得主、2024年夏季奥林匹克运动会女子铜牌得主。